# Ekkehart Schlicht
Ekkehart Schlicht (* 1945 in Kiel) ist ein deutscher Ökonom und Hochschullehrer. Er ist seit 1993 Professor für Volkswirtschaftslehre an der Ludwig-Maximilians-Universität München.

## Leben
Nach dem Abitur in Rendsburg studierte Schlicht Volkswirtschaftslehre in Kiel und Regensburg. In Regensburg promovierte er 1971 zum Dr. rer. pol.; in seiner Dissertation behandelte er das Thema der Vermögensverteilung. Es folgten Lehrtätigkeiten an der Universität Regensburg, eine Gastprofessur an der Universität Bonn, dann Professuren an den Universitäten Bielefeld und Darmstadt.
Zwischen 1987 und 2001 war Schlicht war Gastprofessor an der Brown University in Providence, an der University of Minnesota und der Universität Melbourne und an der University of California at Berkeley. Er war Member am Institute for Advanced Study in Princeton und Fellow am Wissenschaftskolleg zu Berlin. In Princeton führte ihn Solomon Asch in die Gestalttheorie ein, die in weiterer Folge sein Denken und seine Theoriebildung maßgeblich bestimmte, vor allem seine Thesen zur Gerechtigkeit.
Seit 1993 besetzte er den Lehrstuhl für Theorie und Politik der Einkommensverteilung an der Ludwig-Maximilians-Universität München. Berühmte Vorgänger auf dem Lehrstuhl waren Lujo Brentano und Max Weber. Seit 2010 befindet Schlicht sich im Ruhestand.

## Ansichten zu aktuellen Fragen der Wirtschaftspolitik
Nach Schlichts Ansicht führt die Senkung der Lohnnebenkosten nicht zur Senkung der Arbeitslosigkeit. Vielmehr würden dadurch Lohnerhöhungen wahrscheinlicher, dadurch wiederum der Lohndruck erhöht, Preissteigerungen die Folge, und letztlich die Arbeitslosigkeit verstärkt. Das Abschieben der Lohnnebenkosten auf die Arbeitnehmer ändere gesamtwirtschaftlich nichts.
Schlicht gibt der Theorie von John Maynard Keynes grundsätzlich Recht – dafür spreche die gegenwärtige Entwicklung der Arbeitslosigkeit –, er hat aber Einwände gegen einige von Keynes vorgeschlagener wirtschaftspolitischer Maßnahmen.
In Übereinstimmung mit Keynes Thesen ist Schlicht nicht der Ansicht, dass eine Erhöhung der Staatsverschuldung in Zeiten der Arbeitslosigkeit zukünftige Generationen belaste. Vielmehr führe eine Erhöhung der Staatsausgaben – und damit der Verschuldung – zu einer erhöhten Güternachfrage, damit erhöhter Beschäftigung und verbesserter Qualifikation.
Einhergehende Investitionen führen nach Schlichts Meinung zu erhöhter Produktivität und insgesamt zu verbesserten Lebensbedingungen zukünftiger Generationen. Vor allem würden heutige Kredite an spätere Generationen zurückgezahlt werden, sie führen also nicht zu einer Belastung, sondern allenfalls zu einer Umverteilung für die Nachkommenden.
Die Senkung von Löhnen für weniger qualifizierte Arbeitnehmer führe nicht zu einer Verringerung der hohen Arbeitslosigkeit. Vielmehr konzentriere sich die Arbeitslosigkeit stets bei geringqualifizierten Arbeitskräften. Eine Verbilligung der Preise für die von geringqualifizierten Arbeitnehmern hergestellten Produkte gehe einher mit verringerter Nachfrage bei anderen Produkten und verringerter Beschäftigung in diesem Sektor. Die dabei freiwerdenden höherqualifizierten Arbeitskräfte nehmen dann Arbeiten an, die geringere Qualifikation erfordern und verdrängen die für diese Tätigkeiten hinreichend qualifizierten Arbeitskräfte wiederum auf weniger qualifizierte Tätigkeiten. Die Folge wären mehr Arbeitslose, die in den Niedriglohnsektor drücken. Der Prozess führe zu einer Zunahme der Überqualifikation in allen Arbeitsmarktsegmenten. Dies sei ökonomisch ineffizient und ethisch nicht zu vertreten.
Schlicht spricht sich gegen Schuldengrenzen wie im Maastricht-Abkommen und im Grundgesetz aus, denn zur Sicherung von Wachstum und Vollbeschäftigung könne nicht nur in kurzfristiger, sondern auch in langfristiger Sicht eine dauerhafte Staatsverschuldung notwendig sein. Eine Schuldenbremse erzwinge unter solchen Umständen dauerhafte Unterbeschäftigung und Stagnation. Umgekehrt könnten auch dauerhafte Überschüsse der Staatseinnahmen über die Staatsausgaben unter anderen Konstellationen erforderlich sein. Unter solchen Umständen würde ein ausgeglichener Staatshaushalt inflationär wirken. Deshalb müsse sich die Finanzpolitik an den jeweiligen wirtschaftlichen Erfordernissen orientieren.

## Open Access
Schlicht setzt sich für Open Access ein. In diesem Zusammenhang hat er das Archiv MPRA (Munich Personal RePEc Archive) ins Leben gerufen.

## Veröffentlichungen
- A Neoclassical Theory of Wealth Distribution. Jahrbücher für Nationalökonomie und Statistik 1975, 189(1/2), S. 78–96.
- Labour Turnover, Wage Structure, and Natural Unemployment, Zeitschrift für die gesamte Staatswissenschaft 1978, 134(2), S. 337–364.
- The Transition to Labour Management as a Gestalt Switch. Gestalt Theory, 1(1/1979), S. 54–67.
- Gestalt Justice. The Fusion of Emotion and Cognition in the Gestalt View of Justice. Gestalt Theory, 23(1/2001), S. 51–71.
- On Custom in the Economy, Oxford University Press, 1998.(Chapter 1, Reprint of Chapter 2, Preprint of Chapter 11)
- (mit Gisela Kubon-Gilke) Gerichtete Variationen in der biologischen und sozialen Evolution. Gestalt Theory, 20 (1/1998), S. 48–77.
- Isolation and Aggregation in Economics, Springer-Verlag: Berlin-Heidelberg-New York 1985.
- Grundlagen der ökonomischen Analyse, Rowohlt: Reinbek 1977.
- Einführung in die Verteilungstheorie, Rowohlt: Reinbek 1976.
- Efficiency Wages: Variants and  implications, IZA World of Labor, 2016: 275
- Directed Technical Change and Capital Deepening: A Reconsideration of Kaldor’s Technical Progress Function, Metroeconomica 67(1), 2016, S. 119–151